# Botoșanița Mare
Botoșanița Mare (ukr. Ботошиниця, Botoszynycia) – wieś w Rumunii, w okręgu Suczawa, w gminie Calafindești. W 2011 roku liczyła 300 mieszkańców.